# Microcalcarifera rectilineata
Microcalcarifera rectilineata là một loài bướm đêm trong họ Geometridae.